# 海津忠雄
海津 忠雄（かいづ ただお、1930年8月15日 - 2009年7月21日）は、日本の西洋美術史・美学者、慶應義塾大学名誉教授。
1951年慶應義塾高等学校卒業、1955年慶應義塾大学文学部卒業。1960年同大学院博士課程単位取得満期退学。大学院では守屋謙二に師事した。1965 - 1966年スイス・バーゼル大学に留学する。慶應義塾大学文学部助手、専任講師、助教授を経て、1973年から同教授となる。1986年「ドイツ美術と人文主義 著述者像としてのエラスムスの肖像」で、慶應義塾大学より文学博士の学位を取得。
1994年、任期を2年残して退職、慶應義塾大学名誉教授。同年4月から2001年3月まで、東亜大学大学院教授を務めた。

## 著書
- 『ホルバイン』岩崎美術社、1974（美術家評伝双書）
- 『愛の庭 キリスト教美術探究』日本基督教団出版局、1981
- 『まぼろしのロルシュ ヨーロッパ建築探訪』日本基督教団出版局、1983
- 『中世人の知恵 バーゼルの美術から』新教出版社、1984
- 『肖像画のイコノロジー エラスムスの肖像の研究』多賀出版、1987
- 『ヨーロッパ美術における死の表現 中世民衆の文化遺産「死の舞踏」』かわさき市民アカデミー座ブックレット、2002
- 『レンブラントの聖書』慶應義塾大学出版会、2005
- 『デューラーとその故郷』慶應義塾大学出版会、2006
- 『ホルバインの生涯』慶應義塾大学出版会、2007

## 共編著
- 『ホルバイン 死の舞踏』編・解説、岩崎美術社、1972（双書版画と素描）
- 『世界の素描8 クラナッハ』編・解説、講談社、1978
- 『世界版画美術全集 第1巻　デューラー レンブラント－版画を築いた巨匠たち』高橋裕子共編、講談社、1981
- 『思想力 絵画から読み解くキリスト教』東方敬信、茂牧人、深井智朗共著、キリスト新聞社、2008

## 翻訳
- ベンジャミン・ローランド『東西の美術 比較美術学入門』八代修次・高橋巌共訳、筑摩書房、1963、新版（筑摩叢書）、1985
- ヨーゼフ・ガントナー『ロダンとミケランジェロ』昭森社、1966
- ハインリヒ・ヴェルフリン『デューラーの版画　H.ヴェルフリンの視点』編訳、岩崎美術社、1976（双書美術の泉）
- 『世界素描全集4 ドイツ』コーリン・アイスラー解説、講談社、1978
- 『ロンドン ナショナル・ギャラリー鑑賞の手引き』ホーマン・ポッタートン解説、アイエム、1979（改訂版）
- 『カラー版世界の巨匠1　アルトドルファー』エンツォ・オルランディ編、前田富士男共訳、評論社、1980
- ハインリヒ・ヴェルフリン『美術史の基礎概念 近世美術における様式発展の問題』慶應義塾大学出版会、2000